# Haminoea curta
Haminoea curta är en snäckart. Haminoea curta ingår i släktet Haminoea och familjen Haminoeidae. Inga underarter finns listade i Catalogue of Life.